# Chamarajanagar
Chamarajanagar è una città dell'India di 60.810 abitanti, capoluogo del distretto di Chamarajanagar, nello stato federato del Karnataka. In base al numero di abitanti la città rientra nella classe II (da 50.000 a 99.999 persone).

## Geografia fisica
La città è situata a 11° 55' 0 N e 76° 57' 0 E e ha un'altitudine di 661 m s.l.m..

## Società

### Evoluzione demografica
Al censimento del 2001 la popolazione di Chamarajanagar assommava a 60.810 persone, delle quali 30.802 maschi e 30.008 femmine. I bambini di età inferiore o uguale ai sei anni assommavano a 7.005, dei quali 3.573 maschi e 3.432 femmine. Infine, coloro che erano in grado di saper almeno leggere e scrivere erano 36.277, dei quali 20.121 maschi e 16.156 femmine.